# 遙照山
遙照山（ようしょうざん）は、岡山県南西部にある山である。山域は浅口市（鴨方町・金光町）、小田郡矢掛町に跨り、山頂は浅口市にある。標高405メートル。
かつて鴨方町から矢掛町へ通る際に山越えをしていたが、地元住民の要望によりトンネルが造られた。天文台がある竹林寺山が隣にあり、道路も途中まで同じである。
山頂付近からは岡山平野一帯や瀬戸内海、四国を広く見渡せ、夜景スポットにもなっている。また、山頂周辺には総合公園のほか、温泉や宿泊施設（2013年より休館）などのレジャー施設が整備されている。

## 施設
- 遙照山総合公園
- 遙照山温泉
- 遙照山ホテル（旧かんぽの宿遙照山） - 2013年より休館し、運営会社は2015年に倒産した。
- Hotel the view瀬戸内（旧遥照山荘、金光町側にあるホテル）

## 交通アクセス
かつては井笠鉄道（現：井笠バスカンパニー）により路線バスが運行されていたが、2011年3月に廃止されたため、車またはタクシーを利用する必要がある。
- 山陽自動車道 鴨方ICより車で北進約16分（約6.5km）[1]
- JR鴨方駅より車で約22分（約10km）[1]

## ギャラリー

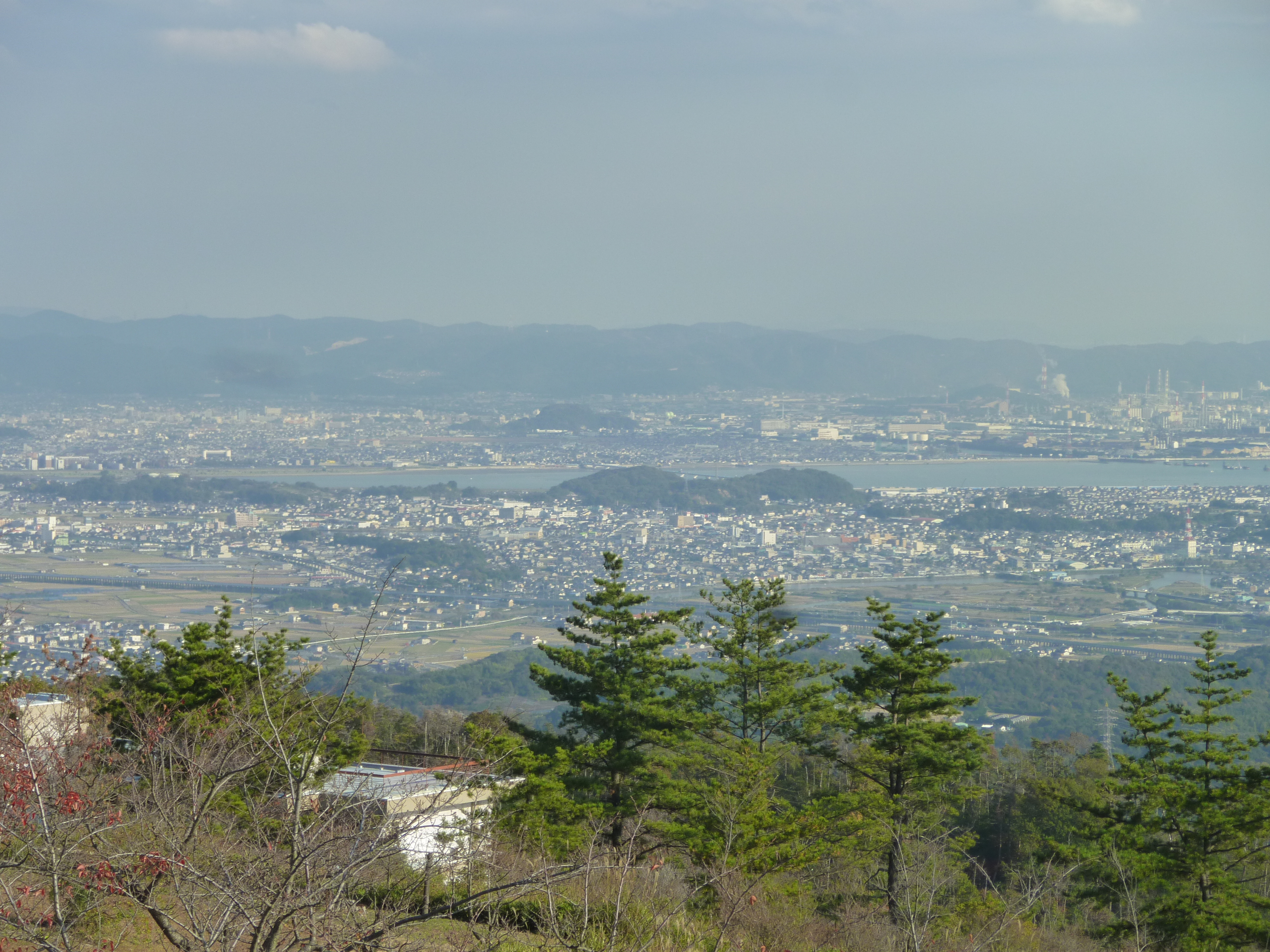
遙照山目鑑展望台から倉敷市方面の眺望